# Segrià
El Segrià és una comarca de Catalunya i la seva capital és Lleida. Situada a ponent, és la setena comarca més poblada de Catalunya. Limita al nord amb la Noguera, a l'est amb el Pla d'Urgell i les Garrigues, al sud amb la Ribera d'Ebre, i a l'oest amb el Baix Cinca i el Matarranya.

## Toponímia
El nom de la comarca no prové del riu Segre com es pot pensar, sinó que ho fa de la clamor de Segrià, nom d'un reguer documentat al segle xii a l'Ordinatio Ecclesiae Ilerdensis, promulgada el 1168 pel bisbe Guillem Pere de Ravidats i on establia la divisió eclesiàstica coneguda com la Prepositòria de Segrià. Aquesta clamor es forma amb barrancs de pluja, entre els termes d'Alguaire i la Portella, i discorre per Vilanova de Segrià i Benavent, on desguassa al Segre. És, per tant, un petit afluent del Segre, el nom del qual prové del llatí Sicoris.

## Geografia

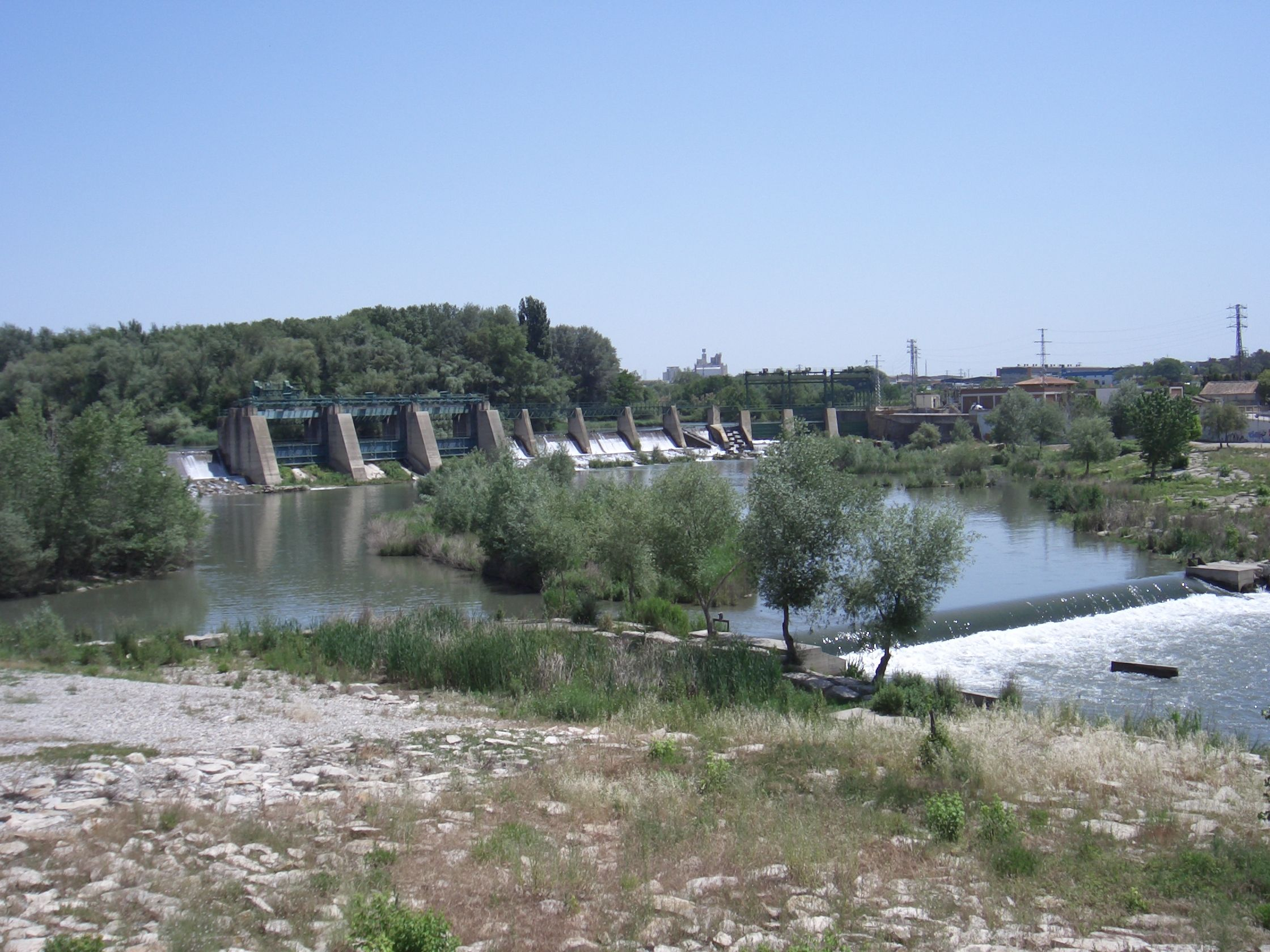
El riu Segre a Lleida, amb el partidor que dona inici al Canal de Seròs

El Segrià estricte i nucli central de la comarca és el territori inclòs entre la zona nord de la ciutat de Lleida i els límits del terme d'Alguaire, i entre el Noguerola i la Noguera Ribagorçana.
El sector central és constituït per les planes al·luvials del Segre. El Segre travessa la comarca de nord-est a sud-oest i ha format una ampla plana al seu entorn. Topogràficament és una continuació del pla d'Urgell, nom que està pres per a designar una nova comarca centrada a Mollerussa. La plana de l'entorn del Segre és coneguda com el pla de Lleida.
El pla de Lleida només és una part del Segrià actual. La plana del Segre que continua cap al nord ja és dins la comarca de la Noguera. Cap al sud la plana s'estreny, fins a ser només una plana estreta i allargassada al llarg de les ribes del riu. Els tossals i serrats són molt propers al curs del riu. A l'extrem sud-oest hi ha l'aiguabarreig del Segre amb el Cinca, en el límit amb Aragó. Aquest sector és conegut com el Baix Segre.
Cap al nord-est, entre els rius Segre, Noguera Ribagorçana i Cinca, hi ha un territori planer amb turons baixos i serres d'escassa altitud. Ja no és la plana al·luvial que han format aquests rius, sinó un sector una mica enlairat que els petits cursos i torrents hi han excavat barrancs i petites valls de fons pla. Entre aquestes petites valls hi ha tossals i turons que testimonien antics nivells dels materials sedimentaris. El nom de Segrià era aplicat originàriament a aquest territori.
Un relleu semblant es troba al cantó sud-est, en el límit amb les Garrigues i la Ribera d'Ebre. El territori és constituït per nombrosos tossals i serres d'escassa altitud, entre les quals hi ha rius i torrents que van gairebé sempre secs. Aquest sector recorda molt el paisatge de les Garrigues. De fet n'és la continuació i alguns l'anomenen Segrià garriguenc. Cap al sud el relleu es fa més abrupte, a causa de la proximitat de l'Ebre.
El Segrià és doncs, una comarca constituïda per una plana al·luvial i per sectors de tossals que la voregen.
El Segrià aprovat en la divisió comarcal de 1932 i 1936, i que inicial ment establí la Generalitat el 1987, comprenia també un sector del pla d'Urgell. Amb la creació, el 1988, de la nova comarca del Pla d'Urgell, set municipis de l'antiga comarca del Segrià foren inclosos a la nova comarca. Bell-lloc d'Urgell, Fondarella, Golmés, Miralcamp, Mollerussa, Palau d'Anglesola i Sidamon passaren a formar part del Pla d'Urgell. Amb aquesta segregació el Segrià perdé un dels territoris més actius demogràficament i econòmica dels darrers anys.
La llei de modificació de la divisió comarcal de Catalunya de gener de 1990 modificà de nou el Segrià amb l'agregació dels municipis d'Alfarràs i la Portella, fins aleshores pertanyents a la Noguera.
El Segrià actual té una superfície de 1.396,65 km² i una població de 209.768 h. És la comarca globalment més poblada i més activa econòmicament de la meitat occidental de Catalunya. Els diferents paisatges naturals han condicionat diferències destacades en el desenvolupament econòmic de la comarca. El centre econòmic és sens dubte la ciutat de Lleida, ciutat que té una influència comercial i de serveis molt més enllà del Segrià, fins i tot en les terres aragoneses més properes.
L'agricultura ha estat la base de l'economia del Segrià. El regadiu, ja antic en les planes baixes del Segre, ha estat el factor principal en el creixement econòmic del darrer segle. Al costat de l'agricultura ha crescut una ramaderia molt tecnificada, que s'ha estès per totes les sis comarques de ponent. Però a Lleida també hi ha una activitat industrial notable. A més, Lleida s'ha convertit en el centre de serveis i cultural més important de les terres de ponent.

## El relleu

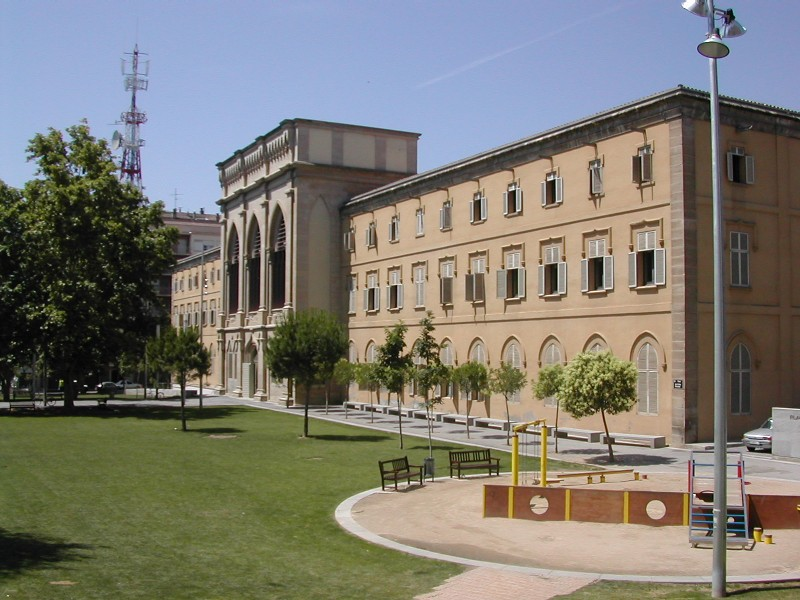
La Universitat de Lleida

Per entendre el relleu del Segrià cal tenir present la història dels darrers milions d'anys. Per al relleu són pocs anys. Imagineu-vos el fons de la Depressió Central. És una gran plana, formada pels materials que s'han sedimentat al fons del mar o al llac que hi havia. Sobre aquestes roques s'hi han dipositat els materials que han anat descendint de les muntanyes veïnes, arrossegats per les aigües torrencials.
Tot plegat formà un relleu planer, que amb el temps es deformà una mica, a causa de les formes de l'interior de la terra. Aquestes deformacions es veuen bé a les Garrigues i a la Segarra. Però al Pla d'Urgell i al Segrià hi ha hagut dos fenòmens que han fet que encara ara tinguem un relleu molt pla. El primer fou els materials que anaven baixant pels vessants des de les muntanyes veïnes més elevades, arrossegats per les aigües salvatges. El segon fou els rius, concretament el Segre, que encara que obrí valls, aquestes han anat reomplint-se amb els materials que el mateix riu ha transportat.
El resultat és l'existència d'una vall al·luvial ampla, plana i amb materials poc consolidats, sobre els quals s'han format sòls fèrtils. Entorn de la plana al·luvial hi ha la plana modelada amb els materials que baixaren torrencialment, i les restes de materials que es dipositaren al fons de l'antiga conca de la Depressió Central.
Aquests darrers es veuen molt bé en els sectors nord-oest i sud-est del Segrià. La duresa i resistència diferents dels materials han fet que s'hagin format turons i tossals. Les capes dures al cim dels tossals són testimoni de fins on arribava el nivell dels materials antics. Per això sovint són anomenats turons testimoni.
Alguns són ben espectaculars, sobretot quan hi ha diverses capes dures i els materials tenen colors diferents. L'escassetat de vegetació a causa del clima fa que molts d'aquests tossals estiguin totalment sense vegetació, el que facilita l'observació dels diferents tipus de materials. Un dels més espectaculars i bonics és el Montmeneu (494 m), al sud de la comarca, a prop de l'aiguabarreig del Segre i l'Ebre.

## Les planes al·luvials
Un cop entès l'origen i la formació dels grans conjunts de relleu, vegem ara com són i quina és la seva distribució. La plana al·luvial no és pas una plana uniforme, sinó el conjunt d'una sèrie de planes esglaonades, o terrasses, entre 10 i 90 metres sobre el nivell actual del riu. Aquest conjunt de terrasses són els testimonis de la història del Segre. Les situades a més altitud són les més antigues. Són el testimoni de per on passava el riu fa milers d'anys. Ben bé poden trobar-se quatre nivells de terrassa.
L'aprofitament d'aquestes planes esglaonades no és pas igual per part de l'home. Les millors són les que els materials estan menys consolidats, el que facilita la formació de sòls més profunds i fèrtils. A més les planes situades més a prop i a menys desnivell del curs actual del riu poden ser regades amb més facilitat. El pla de Lleida és constituït bàsicament per nivells al·luvials recents.
Sovint els nivells de terrassa més alts han estat erosionats, i només en resten petits sectors, que constitueixen els cims d'alguns turons, enmig de les planes inferiors actualment més amples.

## El sector dels tossals
El relleu dels sectors nord-oest i sud-est del Segrià és constituït sobretot per petites planes enlairades, enmig de les quals hi ha nombrosos tossals i barrancs. El resultat és un relleu en conjunt planer, ja que gairebé tot ell es troba entre 200 i 400 metres d'altitud. Però en detall és un relleu trencat, on constantment cal superar petits desnivells per la presència d'un torrent o barranc, o per a vorejar un tossal.
Hi ha diverses serres d'escassa altitud, com la serra del Coscollar, el tossal de Vilarnau (376 m.), el pla de Gilis (378 m.) i la penya d'Alguaire (373 m.). Si es té en compte que el conjunt planer d'aquest sector és a poc més de 200 metres d'altitud, és fàcil d'entendre que es tracta d'un relleu suau. De fet, gairebé la meitat d'aquest territori és terra de regadiu, un terç és de secà, i la resta són erms. Els erms corresponen sobretot als sectors més enlairats indicats.
El sector sud-oest del Segrià té un relleu semblant, encara que és més accidentat, sobretot al sector més meridional, prop el curs de l'Ebre. En aquest indret coincideixen les cotes més altes i les més baixes. El Montmeneu (494 m.), és el més alt, prop de la confluència del Segre amb l'Ebre. Però en la franja que limita amb la Ribera d'Ebre, hi ha un conjunt de tossals que, vistos des del Segrià, no es presenten pas gaire enlairats, però que, des dels fons de la vall de l'Ebre (Riba-roja), ofereixen un aspecte de relleu abrupte, net i molt accidentat: puntal dels Escambrons (500 m.), pla de la Sària (395 m.), punta del Cigró (295 m.) i punta del Cirerer (361 m.).
En el límit amb les Garrigues les cotes continuen sent elevades. En aquest cas la continuació és diferent. És com si el relleu anés pujant des de la vall del Segre fins a la serra del Montsant o a les Muntanyes de Prades. De fet, aquest sector té el mateix tipus de paisatge que el de les Garrigues. Els cims més destacats són el tossal del Penjat (436 m.), tossal de Carbonella (468 m.) i tossal Roig (338 m.).

## Hidrologia
Parlar dels rius del Segrià és parlar del Segre. Les seves aigües han transportat fa milers d'anys els materials que formen la plana i ara permeten regar els cultius. El Segre és el riu més gran de Catalunya, a part de l'Ebre. A partir de l'aiguabarreig amb la Noguera Ribagorçana, just a l'entrada al Segrià, el Segre és un riu força cabalós. Ja d'antic permeté regar les planes inferiors i obtenir-ne bones collites. Però ha estat durant la segona meitat del segle xix i al llarg del segle XX quan s'ha obtingut un aprofitament més intensiu de les seves aigües. I en el que va del segle XXI es continua treballant intensament per ampliar aquest aprofitament.
Per entendre l'aprofitament del Segre cal considerar el conjunt de les terres de ponent. El canal d'Urgell acaba en terres segrianenques, i només es rega amb les seves aigües la franja situada més la nord-est. però al Segrià hi ha d'altres canals que prenen l'aigua del Segre, com el de Seròs. I També hi ha canals que provenen d'altres rius, com el canal de Pinyana, que la pren de la Noguera Ribagorçana, i el canal d'Aragó i Catalunya, de l'Éssera. afluent del Cinca.
Tot plegat ha fet que el Segrià, comarca naturalment seca, presenti un aspecte de terra humida i verda, a causa de la xarxa de rius i canals. Si no fos pels tossals, que amb aspecte ni coberts només d'unes poques plantes delaten el clima sec, el Segrià apareixeria per al visitant com una comarca d'aigua.

### Particularitats del Segre
El Segre és el riu principal. Té un règim pluvionival, encara que els darrers anys ha estat molt modificat pels embassaments. Al seu pas per Lleida el Segre ja no és el que era. Abans era més cabalós i més irregular. Les aigües creixien en èpoques de pluges intenses als Pirineus, o durant el mesos que durava la fosa de la neu. 

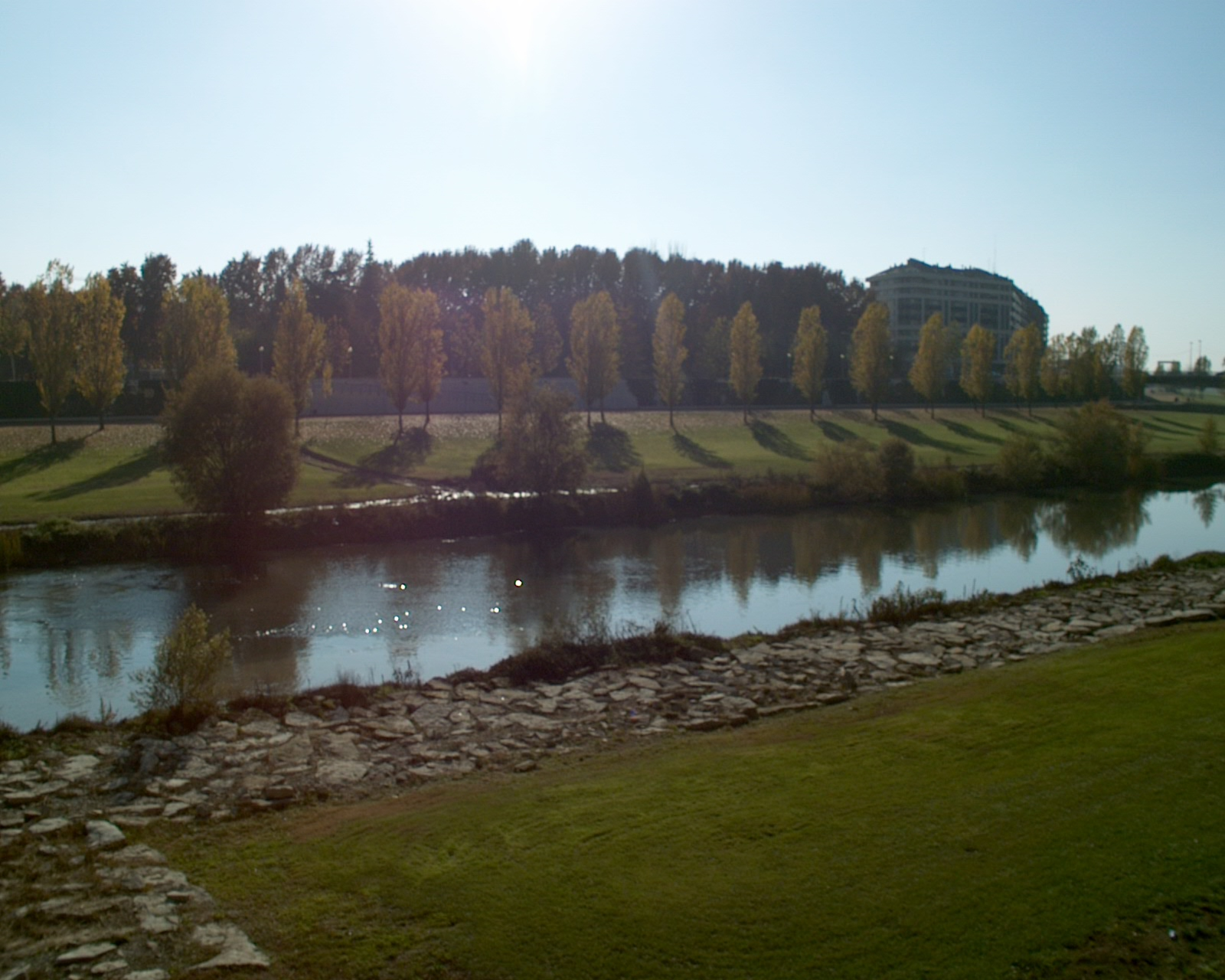
El riu Segre en passar per Lleida

Actualment els embassaments d'Oliana, de Canelles, de Santa Anna, de Talarn, de Camarasa i últimament el de Rialb, -que anegà el poble de Tiurana- entre d'altres, regulen el cabal del Segre i de les Nogueres, els seus afluents principals. A més molta aigua és desviada pels canals i utilitzada per a regar i abastir els pobles. Tot plegat fa que el règim real i actual del Segre al seu pas pel Segrià tingui ben poc veure amb el règim natural de fa unes dècades.
Malgrat aquesta regulació, sovint hi ha fenòmens que alteren el curs normal del riu. Per exemple, el 1982 es registraren pluges intenses en bona part de la conca mitjana i alta del Segre. Hi hagué inundacions en el curs alt, esllavissades i d'altres fenòmens catastròfics. Lleida i altres poblacions del Segrià patiren les conseqüències de la crescuda de les aigües del Segre. Part de la ciutat s'inundà, d'altres poblacions veieren com les aigües corrien pels seus carrers, i molts pagesos contemplaren indefensos com les aigües furioses del Segre s'enduien collites, i, fins i tot, la terra fèrtil del camp. Algunes granges i cases van caure. Després d'aquesta inundació es referen els camps i s'establiren millors defenses en les ribes per tal de dificultar un nou desbordament del riu.
Ara el Segre porta gairebé la mateixa aigua al llarg de l'any. Els canvis de cabal són escassos, excepte quan plou en el curs mitjà de la conca, o plou molt als Pirineus.
L'aprofitament més important de les aigües del Segre al Segrià és a través del canal de Seròs. El canal de Seròs es forma en una resclosa situada al nord de la ciutat de Lleida, segueix un recorregut de 27 km gairebé paral·lel al curs del Segre, fins a l'embassament d'Utxesa o de Secà. Aquest embassament es construí per a retenir l'aigua per a la central hidroelèctrica de Seròs. Aquesta central és una de les més antigues de Catalunya (1912). Actualment continua fent el mateix servei, i l'embassament s'ha convertit en un lloc important de reserva de fauna amb la presència d'ànecs, fotges i bernats pescaires.
Altres petites séquies derivades del Segre permeten regar les terres de la plana al·luvial propera al riu, fins a la Granja d'Escarp. Destaca la séquia de Torres, que va de Lleida a la Granja d'Escarp, seguint el marge esquerre del Segre. És una séquia molt antiga, segurament d'origen romà.

### La Noguera Ribagorçana

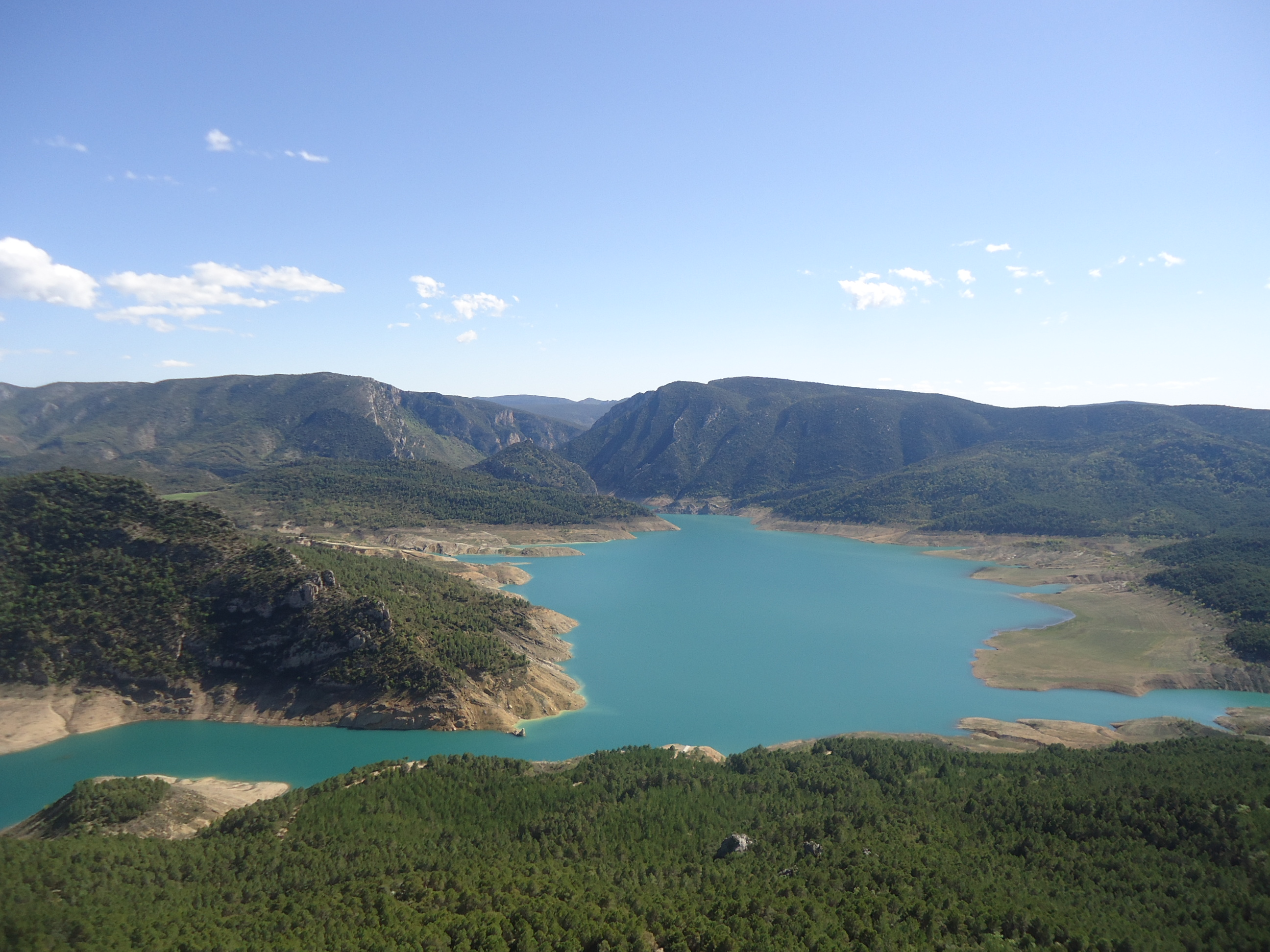
Embassament de Canelles, entre la Llitera i la Noguera

La Noguera Ribagorçana passa pel límit entre el Segrià i la Noguera. Amb l'annexió dels municipis d'Alfarràs i la Portella al Segrià, el límit entre ambdues comarques coincideix gairebé amb el curs del riu. El cabal de la Noguera Ribagorçana si que és intensament regulat per la sèrie d'embassaments que hi ha al llarg del seu curs, en especial el de Canelles i Santa Anna, situats poc abans d'entrar la Noguera Ribagorçana al Segrià. Aquests embassaments regulen el cabal del riu i permeten una elevada producció d'energia elèctrica en les centrals situades al seu peu.
Les aigües de la Noguera Ribagorçana són intensament aprofitades per a regar. Diverses séquies condueixen les seves aigües per a regar les terres del nord-oest del Segrià i del sud-oest de la Noguera. Destaca el canal de Pinyana, que permet regar les terres entre Almenar i Lleida.

### El Cinca
El Cinca és un riu que té tot el recorregut per terres aragoneses. Només és el seu tram final, abans de l'aiguabarreig amb el Segre, toca el Segrià, La importància del Cinca per a Catalunya li ve de les aigües desviades mitjançant el canal d'Aragó i Catalunya.
El canal d'Aragó i Catalunya pren l'aigua de l'Éssera, poc abans del seu aiguabarreig amb el Cinca. Després d'un llarga recorregut penetra a Catalunya per Alfarràs. Les seves aigües permeten regar les terres de l'extrem occidental del Segrià mitjançant diverses séquies que deriven del canal principal. Rega les terres d'Alfarràs, Almenar, Almacelles, Raimat, Gimenells, Vallmanya i fins als regadius de Seròs i Massalcoreig.

### Altres rius
La densa xarxa de canals i séquies ha fet que els cursos menors hagin quedat integrats dins dels reguers. Es tracta de cursos d'aigua que sovint anirien secs de manera natural, a causa de l'escassetat de precipitacions a les seves conques.
El més important és el riu Set, que neix a la serra de Llena. Recull bona part de les aigües de les Garrigues i desemboca al Segre aigües avall de Lleida.
Alguns cursos són simplement fons de valls o barrancs, per on s'escorre l'aigua en dies de pluja. L'escassa protecció vegetal i el predomini de terres toves i poc compactes fan que l'aigua d'aquests torrents, o clamors, tal com es diu a la comarca, arrosseguin gran quantitat de terra. En els vessants dels tossals es formen fàcilment xaragalls.

## El clima
L'escassa diferència topogràfica en el conjunt del territori del Segrià i el predomini de relleus planers fan que el conjunt comarcal tingui un mateix tipus de clima. El clima del Segrià és mediterrani amb tendència continental de muntanya baixa. La característica principal és el contrast tèrmic, tant entre el dia i la nit com entre l'estiu i l'hivern. L'oscil·lació tèrmica és elevada. Els hiverns són extremadament freds, amb formació de boires, que poden durar dies seguits. Els estius, en canvi, són molt calorosos; de dia fa molta calor. Les precipitacions són molt escasses i irregulars.
Les temperatures mitjanes anuals se situen gairebé a tota la comarca per sobre del 14 °C. És una temperatura elevada, que amaga força la realitat tèrmica al llarg de l'any. És alta a causa de les temperatures estiuenques.
Les temperatures mitjanes mensuals de gener són entre 4 i 6 °C. Els valors més baixos es registren al nord de la comarca. Les glaçades són freqüents i intenses. Les mitjanes mensuals de juliol se situen entre 24 i 26 °C. Al centre i sud del Segrià s'obtenen les mitjanes més altes de Catalunya. Aquesta forta oscil·lació és deguda a l'aïllament d'aquestes terres respecte a les comarques litorals. La influència marítima que suavitzaria les temperatures no arriba al Segrià.
Les precipitacions són molt escasses. És també l'indret de Catalunya amb precipitacions menors, en especial al sector sud-oest de la comarca. Gairebé tota la comarca registra una mitjana anual de precipitacions per sota els 400 mm. Cap al nord i est del Segrià la mitjana supera lleugerament els 400 mm. La poca pluja que cau es presenta de manera desigual al llarg de l'any irregular. Hi ha temporades que no cau ni una gota, o les precipitacions són tan escasses que no tenen conseqüències per a la vegetació natural, ni per als pous, ni per als conreus. Les estacions més seques són l'estiu. La més plujosa normalment és la primavera, en especial durant el mes de maig.

## Vegetació
La vegetació natural ha estat totalment modificada. Però en el cas del Segrià, com també del Pla d'Urgell i de l'Urgell, les modificacions han estat de manera que en alguns casos la intervenció de l'home ha afavorit l'establiment de comunitats vegetals d'interès especial.
El clima sec i extremat de la comarca no permet un desenvolupament de grans masses forestals. És possible que el carrascar fos el bosc més estès en condicions naturals. Cal suposar-ho, encara que el paisatge actual tingui ben poc a veure amb els carrascars.

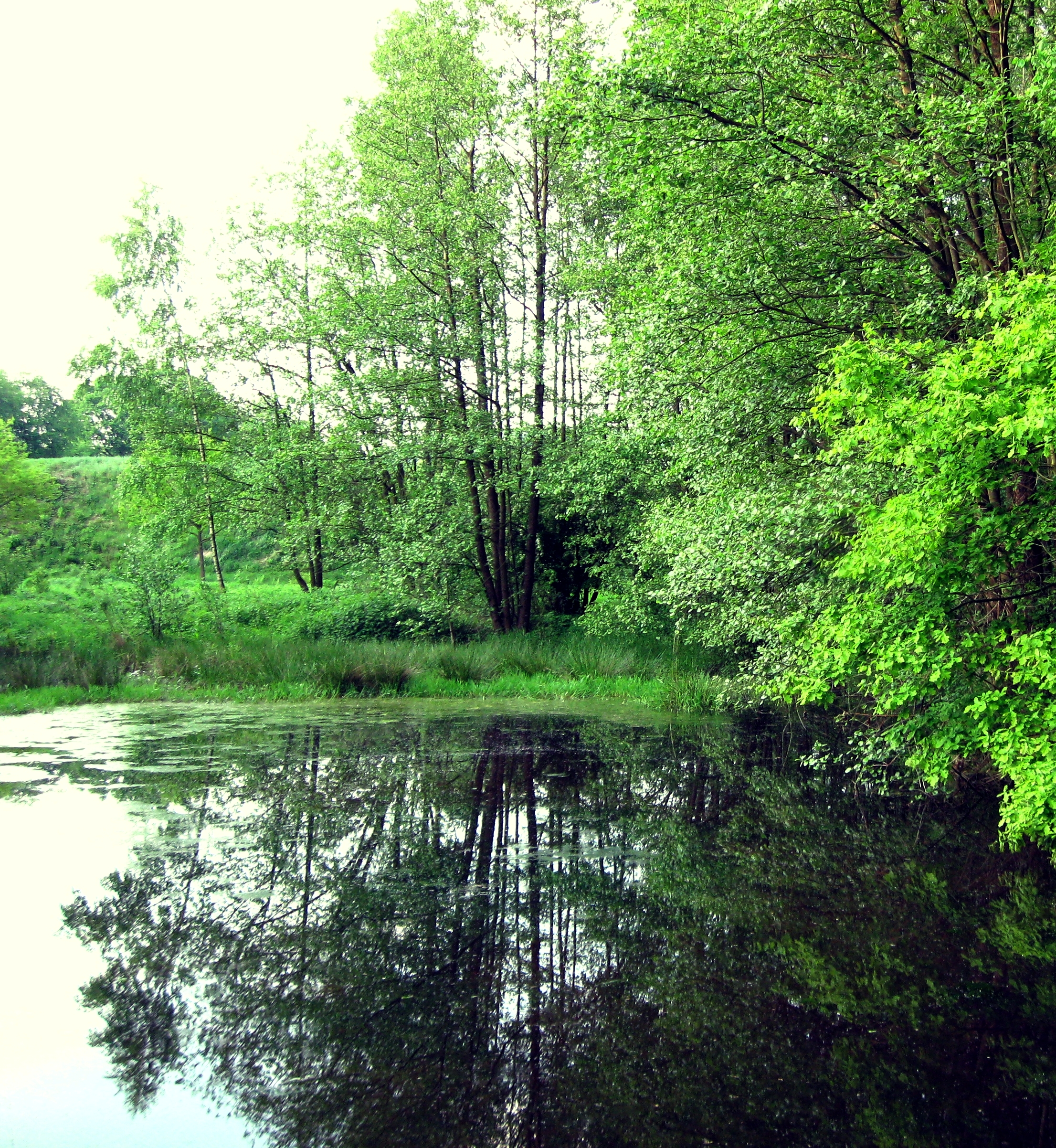
El salze cerca la humitat a les riberes dels rius del Segrià

El que sí que és cert és que el carrascar tindria dificultats per desenvolupar-se, i en nombrosos indrets seria un bosc baix, el que s'anomena una màquia. Seria la màquia que els botànics anomenen màquia de garric i arçot. En aquesta màquia hi hauria arbusts i arbres baixos. Variaria molt segons els sòls i l'exposició. A les carenes i vessants inclinats dels solells la manca d'aigua dificultaria el seu desenvolupament. En canvi, en els replans i vessants poc inclinats i obacs, seria més fàcil l'establiment d'una màquia alta, gairebé un bosc. Als llocs on plou una mica més, el bosc de carrasques podria aguantar més.
A les fondalades, on ara hi ha torrents secs, o valls de fons pla, la vegetació seria diferent. S'hi acumularien materials fins, i la humitat del terra es mantindria bé. Fins en alguns indrets l'aigua s'estanyaria pel poc pendent del relleu, i s'hi formarien aiguamolls. En aquestes fondalades s'establiria una vegetació mixta d'àlbers, tamarius i salzes.
En canvi, en els fondals on l'aigua corrent fos permanent, el bosc de ribera estaria ben constituït, amb salzedes, alberedes i omedes. Actualment la vegetació de ribera resta reduïda a les vores del Segre i de la Noguera Pallaresa, encara que en molts indrets ha estat totalment alterada en canalitzar els rius o protegir les seves vores en cas de crescuda.
L'establiment de canals, séquies, basses i embassaments ha fet que nombroses plantes pròpies de la vegetació de ribera ara es trobin en aquests nous ambients. Hi ha plantacions de pollancres i plàtans en alguns canals i séquies. Hi trobem també canyissars i d'altres comunitats herbàcies d'ambients humits.
Un fenomen semblant s'observa en l'antic embassament d'Utxesa. A part de la vegetació que hi ha a les vores del canal de Seròs i de l'embassament, nombrosos ocells hi han trobat el lloc adequat per estar-s'hi, fins al punt de convertir-se en una reserva important d'ocells de zones humides.
Als tossals i erms la vegetació actual és molt minsa. Hi ha un predomini de matollars clars de romaní, farigola i altres baixes i també pradells secs amb llistó, i espart (Stipa tenacissima).

## La població
| Municipi                      | Habitants (2019) |
| ----------------------------- | ---------------- |
| Aitona                        | 2.591            |
| Alamús, els                   | 819              |
| Albatàrrec                    | 2.221            |
| Alcanó                        | 235              |
| Alcarràs                      | 9.514            |
| Alcoletge                     | 3.420            |
| Alfarràs                      | 2.797            |
| Alfés                         | 312              |
| Alguaire                      | 2.971            |
| Almacelles                    | 6.791            |
| Almatret                      | 307              |
| Almenar                       | 3.398            |
| Alpicat                       | 6.255            |
| Artesa de Lleida              | 1.504            |
| Aspa                          | 224              |
| Benavent de Segrià            | 1.499            |
| Corbins                       | 1.444            |
| Gimenells i el Pla de la Font | 1.111            |
| Granja d'Escarp, la           | 936              |
| Llardecans                    | 451              |
| Lleida                        | 138.956          |
| Maials                        | 920              |
| Massalcoreig                  | 598              |
| Montoliu de Lleida            | 489              |
| Portella, la                  | 728              |
| Puigverd de Lleida            | 1.355            |
| Rosselló                      | 3.145            |
| Sarroca de Lleida             | 363              |
| Seròs                         | 1.922            |
| Soses                         | 1.763            |
| Sudanell                      | 853              |
| Sunyer                        | 352              |
| Torrebesses                   | 282              |
| Torrefarrera                  | 4.605            |
| Torres de Segre               | 2.277            |
| Torre-serona                  | 397              |
| Vilanova de la Barca          | 1.036            |
| Vilanova de Segrià            | 977              |
| Font: Idescat                 |                  |

El Segrià ha estat des de mitjan segle xviii una comarca força poblada. La ciutat de Lleida, sempre hi ha tingut un paper important. Al municipi de Lleida, sempre hi ha viscut més de la tercera part de la població total comarcal. Totes les dades disponibles, des del segle xiv, mostre aquesta tendència. El perfil de l'evolució segons els censos moderns posa en evidència el paper cada vegada més gran de la ciutat de Lleida en el conjunt comarcal. Actualment el 68% de la població censada al Segrià ho és el municipi de Lleida.
Com d'altres comarques, el creixement demogràfic s'inicià de manera notable al llarg del segle xviii, Sembla que el Segrià triplicà la seva població durant aquest segle. Abans d'acabar el segle el Segrià tenia prop de 30.000 habitants. Lleida supera els 10.000 h. i diversos pobles passen del miler, com Torres de Segre, Seròs, Aitona, Almenar i Alguaire. Es tracta de pobles situats vora el Segre o la Noguera Ribagorçana, i que poden regar les planes properes a aquests rius mitjançant canals i séquies, sense haver de salvar grans desnivells. Les obres del canal d'Urgell encara quedaven lluny, i els pobles propers al Pla d'Urgell encara viuen del secà. Cap municipi dels que ara constitueixen el Pla d'Urgell, i fins fa poc del Segrià, passaven de 300 h. ni Mollerussa.
Durant la segona meitat del segle xix hi ha moments de creixement i d'altres de disminució de la població. El primer cens modern (1857) dona una població de 55.668 h. dels quals el 35% pertany al municipi de Lleida (19.627 h.). Segueixen en importància Seròs, Almenar, Alguaire, Aitona i Alcarràs, tots entre 2.000 i 3.000 h.
A partir de mitjan segle xix el Segrià creix lentament, fins al 1900 (59.443 h.). Aquesta lentitud també es nota en l'evolució de Lleida, que tenia 21.432 h. el 1900. Si es consulten les dades per municipi es detecta que hi ha un creixement notable en alguns pobles allunyats de les ribes del Segre i la Noguera Ribagorçana, com Maials. Els efectes del canal d'Urgell ja es fa notar, encara que té escasses conseqüències en els municipis de l'actual Segrià.
El segle XX és segle del Segrià. Des de la primera dècada la població augmentà molt. El cens de 1920 dona un total de 84.202 h. per al Segrià i 38.165 h. per a Lleida, el 45% del total comarcal, Segons el mateix cens vuit municipis tenen més de 2.000 h. encara que cap no supera els 3.000 h: Alcarràs, Seròs, Almacelles, Almenar, Aitona, Maials, Alguaire i Torres de Segre. És clara la influència de l'extensió dels regadius. Els pobles de secà ja no poden créixer més.
Durant la dècada de 1920 el creixement del Segrià s'atura, i també el de la seva capital. Després de la guerra civil el progrés dels pobles de regadiu és constant. Al seu costat, els pobles de secà van perdent força. Aquesta tendència ja no pararà fins al final dels anys 1980, en que el creixement ja és menor. Les dades municipals amb els cens de 1900 i 1986 mostra clarament aquesta tendència. Al costat d'Almacelles, Alpicat, Alfarràs i Alcarràs, municipis molt beneficiats per l'extensió de la superfície regada, hi ha Maials, Torrebesses, Llardecans, Almatret o Alfés, que han vist com el secà ja no donava per a més. Els primers han crescut molt, i els segons han sofert un fort abandó durant les darreres dècades.
Altres municipis s'han mantingut, però els està costant molt d'exemplar el regadiu, a causa de l'estretor de la plana al·luvial en la qual es troben. Aquests és el cas de Seròs o la Granja d'Escarp, encara que en aquest cas tingué importància el tancament de les mines de carbó, i molta gent restà sense feina; les variacions de la població d'aquest municipi estan també en relació amb l'activitat minera de cada moment.
El creixement de la ciutat de Lleida i del conjunt del Segrià és degut a la forta immigració, intensa entre 1940 i 1980. Alguns provenien dels pobles de les comarques pirinenques, però molts d'Andalusia i Aragó. Al final de la dècada de 1970, i el 10% dels residents al Segrià eren nascuts a Andalusia, i el 8% a Aragó. Cal tenir present que hi ha pobles de l'Aragó que són dins l'àrea comercial de Lleida.
Hi ha hagut també un fort moviment dins la mateixa comarca. Molta gent dels pobles de secà han emigrat cap a Lleida o pobles de l'entorn. També és elevat el nombre de persones que han emigrat cap a l'àrea barcelonina les darreres tres dècades.
| 1497 f | 1515 f | 1553 f | 1717  | 1787   | 1857   | 1877   | 1887   | 1900   | 1910   |
| ------ | ------ | ------ | ----- | ------ | ------ | ------ | ------ | ------ | ------ |
| 2.253  | 2.853  | 3.014  | 6.052 | 28.102 | 55.668 | 57.451 | 58.055 | 59.443 | 66.698 |

| 1920   | 1930   | 1940   | 1950   | 1960    | 1970    | 1981    | 1990    | 1992    | 1994    |
| ------ | ------ | ------ | ------ | ------- | ------- | ------- | ------- | ------- | ------- |
| 84.211 | 84.585 | 84.278 | 99.377 | 113.748 | 142.444 | 159.434 | 163.084 | 163.150 | 163.150 |

| 1996    | 1998    | 2000    | 2002    | 2004    | 2006    | 2008    | 2010    | 2012    | 2014    |
| ------- | ------- | ------- | ------- | ------- | ------- | ------- | ------- | ------- | ------- |
| 163.691 | 164.382 | 165.198 | 169.593 | 176.618 | 187.326 | 197.391 | 205.724 | 209.965 | 209.768 |

| 2016    | 2018    | 2020    | 2022    | 2024    | 2026 | 2028 | 2030 | 2032 | 2034 |
| ------- | ------- | ------- | ------- | ------- | ---- | ---- | ---- | ---- | ---- |
| 208.881 | 208.638 | 210.822 | 211.473 | 217.441 | -    | -    | -    | -    | -    |

## Les activitats
El Segrià és una comarca eminentment agrícola i ramadera. El seu creixement ha estat derivat directament de l'extensió del regadiu. L'activitat ramadera hi ha vingut associada, encara que en nombroses ocasions s'ha convertit en la base econòmica de moltes empreses familiars. Lleida és també un important centre industrial, en bona part en relació amb la producció agrícola de l'entorn. Lleida és també el centre comercial i de serveis més important de les comarques de ponent i la seva influència supera l'àmbit comarcal.

### L'agricultura i ramaderia
En parlar dels rius ja s'ha indicat com era la xarxa de canals i séquies del Segrià. El canal d'Urgell permet regar el sector nord-est, com una continuació dels regadius del Pla d'Urgell i de la Noguera. El canal de Pinyana porta aigua als regadius del sector nord, a la dreta del Segre. El canal d'Aragó i Catalunya permet regar una extensió àmplia a l'oest del Segrià. Finalment el canal de Torres permet regar des de molt antic la plana de l'esquerra del Segre, que és una franja estreta i allargassada que hi ha entre el Segre i els tossals.
Tot plegat fa que el Segrià sigui una de les comarques més riques agrícolament. Tres quartes parts del territori és conreat. D'aquestes tres parts, una n'és de secà i dues de regadiu, aproximadament.

### Els fruiters
No a tots els regadius es cultiva el mateix. Els cultius més coneguts del camp del Segrià són els fruiters de fruita dolça, que ben bé ocupen un terç del regadiu. Els fruiters es troben sobretot a les planes del Segre. Les temperatures més elevades del sector meridional del Segrià, entre Torres de Segre i la Granja d'Escarp, fan que la fruita maduri uns dies abans que a l'entorn de Lleida. Això permet vendre-la a millor preu, per tractar-se de fruita més primerenca. Hi ha sobretot presseguers i pereres. Més cap al nord, cap a Almenar, la fruita encara madura una mica més tard. En aquests sectors es planten sobretot pomeres.
En qualsevol racó del Segrià és fàcil trobar parcel·les de tota mena de fruiters, sobretot pereres, pomeres i presseguers. És un mosaic de fruiters que prenen forma i color diferents al llarg de l'any. A l'hivern semblen camps morts, només uns troncs molt ramificats arreu. Els pagesos els esporguen.
Quan comença la primavera vénen tots els problemes. Si fa bon temps els arbres floreixen aviat. Algú pot pensar que molt bé, així la fruita vindrà abans. Però els pagesos pensen en els riscs que això comporta si ve una glaçada. Si glaça amb l'arbre florit, la collita es pot malmetre totalment, i tota la feina no haurà servit de res. Els pagesos se les pensen totes per evitar que la flor o al petita fruita es glaci. Instal·len estufes que cremen tota la nit, o d'altres sistemes que s'enginyen per a escalfar i remoure l'aire.
El risc d'una glaçada no és pas igual per a tots els camps. Camps propers poden patir conseqüències diferents després d'una glaçada, segons la seva situació. Es dona el cas que els fruiters d'un camp situat a 20 metres per sobre d'un altre no quedin afectats per una glaçada, que si malmet la flor dels fruiters d'un camp situat més ensota. Per això cal estudiar una mica el terreny abans de plantar un tipus o altre de conreu.
Si no ha passat res i tot ha ant bé, la fruita es cull just abans de madurar, Cada fruita i cada varietat té el seu moment. La collita porta molta feina i els pagesos lloguen gent perquè els ajudin. Després vénen nous problemes, sobretot per a poder vendre la fruita, i a bon preu, que no sempre s'aconsegueix.

### Els cereals i farratges

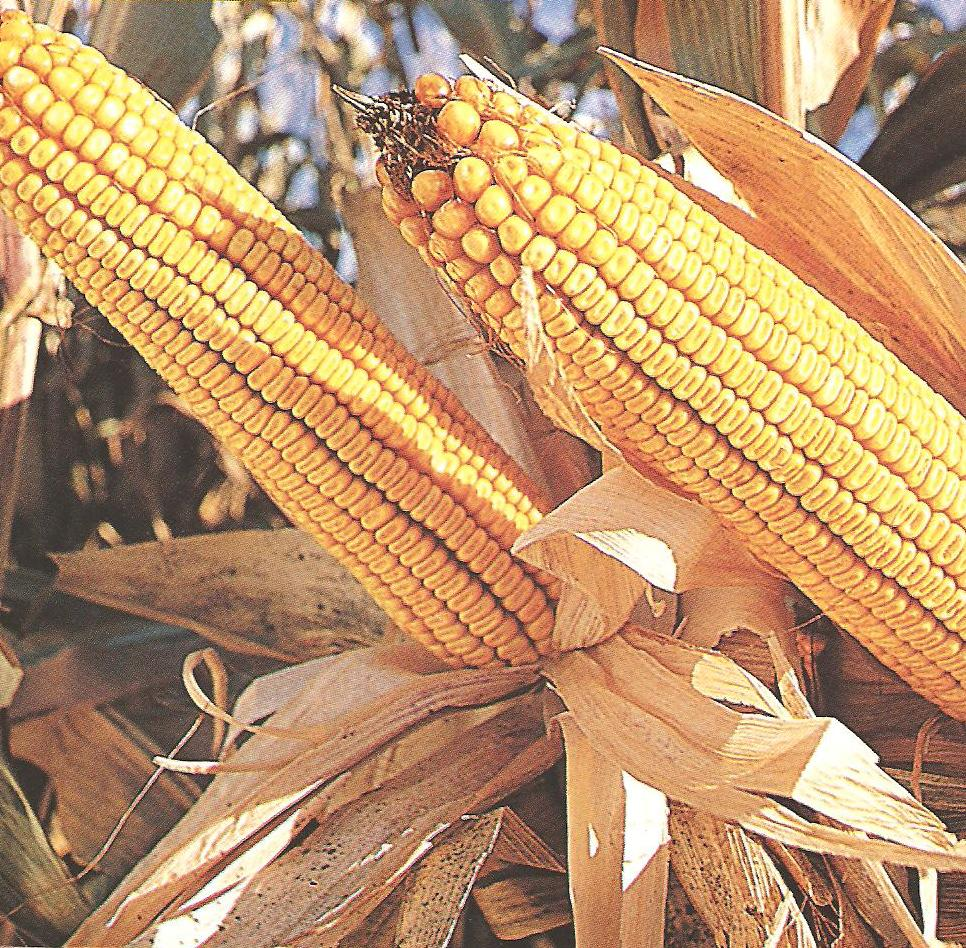
Espigues de panís, cereal molt apreciat al Segrià

La resta de regadius és dedicat a farratges i cereals. Els farratges i cereals abunden sobretot al sector proper al Pla d'Urgell i al proper al Baix Cinca. El farratge més estès és l'alfals, per a menjar dels bovins. També hi ha raigràs i alguns cereals sembrats per a verd.
El cereal per a gra més estès és el panís, nom amb què és conegut el blat de moro a la comarca i rodalia, però també hi ha blat i ordi. El blat de moro només pot ser cultivat en regadiu, ja que no podria subsistir en un clima tan sec. El blat i l'ordi se sembren en secà, però tenen una producció més elevada i segura en regadiu; els anys amb primaveres seques el blat i l'ordi produeixen molt poc en secà.
Al regadiu també hi ha hortalisses i altres plantes, que en conjunt tenen escassa importància.

### El secà
Una mica més d'un terç de la superfície conreada del Segrià és de secà. L'extensió més gran del secà és en el sector del Segrià anomenat garriguenc. Municipis com Almatret, Maials, Llardecans, Torrebesses, Sarroca de Lleida, Alcanó, Aspa i Alfés viuen bàsicament del secà. També alguns sectors de secà del cantó de la comarca, a Alpicat, o a Seròs.
El conreu dominant del secà és l'ordi. Hi ha també moltes oliveres, sobretot al sector proper a les Garrigues, i ametllers. Aquests conreus ocupaven abans molta més superfície. Han minvat perquè alguns han estat transformats en regadiu, però d'altres han estat abandonats per l'escassa rendibilitat. Les feixes petites, les allunyades dels nuclis de població, en les quals no és fàcil mecanitzar la feina, o que rendeixen poc, són abandonades, de vinya, n'hi ha ben poca.

### La ramaderia
Molt relacionada amb l'agricultura, o almenys associada, hi ha una ramaderia molt activa i tecnificada. Tradicionalment el Segrià era un lloc de pastura d'hivern per al bestiar oví. Però la ramaderia actual no té res a veure amb la que hi havia temps enrere.
La ramaderia actual és molt tecnificada i especialitzada. Hi ha moltes granges d'engreix de porcs i d'aviram. Aquests tipus de ramaderia és estès per tota la comarca, en especial, vora els sectors regats. També hi és important la ramaderia bovina i l'ovina.
La producció ramadera ocupa un lloc destacat en l'economia del Segrià. L'activitat ramadera sovint és complementària a l'agrícola, i sovint dona rendiments més lats. Cuidar el bestiar és una feina més intensiva que la del camp, i exigeix una preparació i més dedicació. El sistema d'integració, a mans de les empreses de pinso, facilita la feina i dona seguretat al ramader.
La ramaderia té un paper important en el conjunt de la comarca també per a les activitats associades i distribució de grans quantitats de pinsos. Posteriorment hi ha el conjunt d'activitats de conservació i transformació dels productes carnis (escorxadors).

### La indústria
La indústria del Segrià està molt concentrada a Lleida, a l'excepció de la indústria de transformació i conservació dels productes agrícoles i ramaders, que es troba repartida per tots els pobles.
La indústria tèxtil fou important des del començament del segle XX a diversos pobles per on passa el canal de Pinyana: Alfarràs, Alguaire i Rosselló. A Almacelles s'instal·là indústria de la confecció i de la pell. També és estesa la indústria de materials per a la construcció.
La indústria alimentària és molt repartida, encara que és, també molt concentrada a Lleida. Als pobles de secà hi havia molins d'oli que actualment ocupen poca gent. A Lleida hi ha nombroses indústries alimentàries: pastes, cervesa, escorxadors i conserves.
A Lleida es troba també la resta de l'activitat industrial del Segrià, localitzada sobretot en el polígon industrial del Segre. Hi ha indústria química, siderometal·lúrgica, de maquinària agrícola, de mobles i de materials per a la construcció.
Dins del context industrial cal incloure el sector de la producció d'energia hidroelèctrica i d'extracció de carbó. Hi ha diverses centrals hidroelèctriques, totes molt antigues i de producció més aviat escassa. Destaquen les centrals de Lleida i de Seròs.
Al sector meridional del Segrià hi ha capes de carbó (lignit), enmig dels estrats d'argiles i margues. Les mines foren explotades intensament durant la segona meitat són totalment abandonades. El sector d'explotació era el de la Granja d'Escarp, on tingué molta importància durant la guerra civil i postguerra, i el d'Almatret.

### Serveis i comunicacions
Les activitats de serveis són molt concentrades a la ciutat de Lleida. Lleida és la capital comarcal i centre comercial i polític de les comarques de ponent i del nord-oest de Catalunya. La xarxa viària facilita aquesta funció, encara que la seva localització marginal fa que alguns pobles de les comarques pirinenques i de la Segarra tendeixin ara cap a altres grans centres comercials i culturals. En canvi, la proximitat del Baix Cinca i de la Llitera, dins d'Aragó, fa que alguns pobles d'aquestes comarques acudeixin a Lleida per alguns serveis.
Lleida, amb 137.709 habitants, les dues terceres parts de la comarca, capitalitza gairebé tots els serveis del Segrià. És ben lògic, ja que la seva població també és la que genera més necessitats. Per això, es pot ben dir que el Segrià és Lleida i alguns petits pobles del seu entorn. Cal dir també que el terme municipal de Lleida, amb 211 km. comprèn una sisena part del territori comarcal.

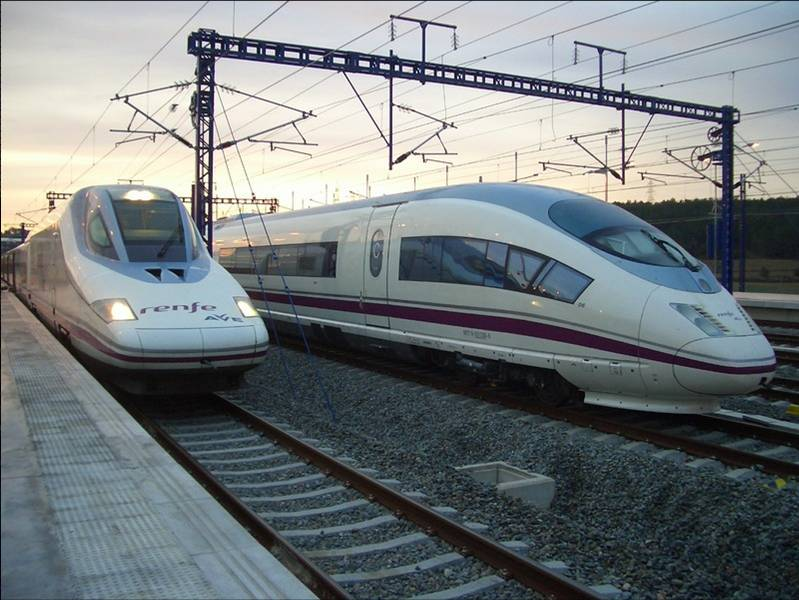
Tren d'alta velocitat

Aquesta darrera afirmació no ha de molestar a cap dels municipis del Segrià, ja que no és cap menyspreu per ningú. Tampoc és oblidar la realitat i singularitat de cada poble, tant els de la plana regada, com Almacelles, Almenar o Alfarràs, com els de les terres de secà, com Maials o Almatret. Simplement és a constatació de la preeminència de Lleida i de la forta concentració dels serveis de tota mena en la capital.
Fins fa poc hi havia dins del Segrià un municipi que disposava de certs serveis, i en el qual s'havien establert diverses indústries. Es tracta de Mollerussa, centre comercial del sector més actiu de la plana de l'Urgell. És per això que va estar creada la nova comarca del Pla d'Urgell amb capital Mollerussa.
El Segrià és una comarca actualment ben comunicada. La raó no és pas en el fet que hi hagi una xarxa de carreteres i ferrocarrils pensats per al Segrià i per a Lleida. La raó resideix en què hi passen les vies de comunicació que enllacen Barcelona amb el nord i el centre d'Espanya.
La carretera de Barcelona a Madrid passa pel bell mig del Segrià. Lleida ha estat fins fa poc una parada obligada entre Barcelona i Saragossa, abans o després d'haver travessat la llarga i seca plana dels Monegres. Ara les coses han canviat: no cal parar a Lleida, ja que els automòbils són més potents i porten refrigeració. Per contra ara hi fan parada a l'Estació de Lleida Pirineus els viatgers del tren d'Alta Velocitat Espanyola (AVE) que van a esquiar al Pirineu català i la Vall d'Aran.
A més, l'autopista és una via de comunicació molt ràpida, però té l'inconvenient de què els viatgers que hi circulen sovint no gaudeixen gaire del territori per on passen. Els automobilistes se sorprenen veure de cops molts camps de presseguers, pereres i pomeres, i albiren al fons la ciutat de Lleida, visió molt espectacular al capvespre. Alguns es paren a les àrees de serveis per a fer benzina i prendre un refresc, i poca cosa més.
El Segrià ha deixat de ser un lloc de parada, però disposa de l'autopista i l'AVE, que permet que estigui ben comunicada amb la resta de Catalunya, Espanya i Europa. I això és important de cara al turisme de la neu i les exportacions dels productes agrícoles i ramaders, en especial la fruita.
El ferrocarril, fa unes dècades força arraconat, comunica bé el Segrià amb els centres més importants de Catalunya i del centre i nord d'Espanya. D'ençà que la majoria dels trens entre Barcelona i Madrid passen per Lleida, les comunicacions ferroviàries han millorat molt. A més de les grans línies s'han fet molts passos per a millorar la xarxa de rodalia de Lleida.
Avui en dia el Segrià compta amb un Aeroport Internacional. En funcionament des del gener de 2010 l'Aeroport de Lleida-Alguaire ha estat emprat per prop de 160.000 viatgers.

## Política i govern

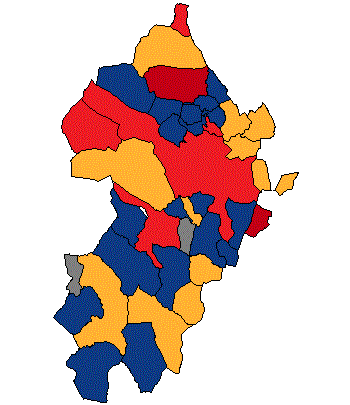
Mapa dels municipis de la comarca segons les alcaldies obtingudes segons les municipals del 2015.

| ERC-AM           |
| CiU              |
| PSC-CP           |
| independents-FIC |
| MES              |